# Vulturu (gmina w okręgu Konstanca)
Vulturu – gmina w Rumunii, w okręgu Konstanca. Obejmuje tylko jedną miejscowość Vulturu. W 2011 roku liczyła 625 mieszkańców.